# Eleusis (gmina)
Eleusis (gr. Δήμος Ελευσίνας, Dimos Elefsinas) – gmina w Grecji, w administracji zdecentralizowanej Attyka, w regionie Attyka, w jednostce regionalnej Attyka Zachodnia. Siedzibą gminy jest Eleusis. W 2011 roku liczyła 29 902 mieszkańców. W skład gminy wchodzą miejscowości: Eleusis, Magula i Neos Pondos. Powstała 1 stycznia 2011 roku w wyniku połączenia dotychczasowych gmin Eleusis i Magula.